# حكومة تقي الدين الصلح
الحكومة اللبنانية الثامنة والأربعون بعد الاستقلال، والرابعة بعهد الرئيس سليمان فرنجية، وهي الحكومة الوحيدة التي ترأسها تقي الدين الصلح. شكلت الحكومة بموجب المرسوم رقم 5766 بتاريخ 8 تموز / يوليو 1973، ونالت الثقة بموجب 78 صوتاً ضد صوت وامتناع 2، واستقالت بتاريخ 31 تشرين الأول / أكتوبر 1974.

## أعضاء الحكومة
- تقي الدين الصلح رئيساً لمجلس الوزراء ووزيراً للمالية.
- فؤاد نقولا غصن نائباً لرئيس مجلس الوزراء ووزيراً للأشغال العامة.
- ميشال ساسين وزيراً للإسكان والتعاونيات.
- فهمي شاهين وزيراً للإعلام.
- نزيه البزري وزيراً للاقتصاد والتجارة.
- طوني فرنجية وزيراً للبرق والبريد والهاتف.
- إدمون رزق وزيراً للتربية الوطنية والفنون الجميلة.
- حسن الرفاعي وزيراً للتصميم العام.
- فؤاد نفاع وزيراً للخارجية والمغتربين.
- بهيج تقي الدين وزيراً للداخلية.
- نصري معلوف وزيراً للدفاع الوطني.
- صبري حمادة وزيراً للزراعة.
- سورين خان أميريان وزيراً للسياحة.
- عثمان الدنا وزيراً للصحة العامة.
- توفيق عساف وزيراً للصناعة والنفط.
- كاظم الخليل وزيراً للعدل.
- إميل روحانا صقر وزيراً للعمل والشئون الاجتماعية.
- جوزيف سكاف وزيراً للموارد المائية والكهربائية.
- ألبير مخيبر وزير دولة.
- جوزيف شادر وزير دولة.
- علي الخليل وزير دولة.
- مجيد أرسلان وزير دولة.

## وصلات خارجية
- موقع رئاسة مجلس الوزراء الرسمي